# Morgen
"Morgen" ("Amanhã") foi a canção neerlandesa no Festival Eurovisão da Canção 1968, interpretada em neerlandês por Ronnie Tober. Foi a vencedora do concurso nacional de seu país.

## Letra
A canção é uma balada, com Tober falando com uma esposa distante, expressando os sentimentos de estar separado dela. Ele exprime o seu desejo de o "amanhã" ser o mais depressa possível que os dois estejam juntos de novo. Tober também gravou uma versão em inglês intitulada "Someday".

## Classificação
A canção foi a segunda a ser interpretada na noite do festival, a seguir à canção portuguesa "Verão", interpretada por Carlos Mendes e antes da canção belga  "Quand tu reviendras", interpretada por Claude Lombard. Não foi feliz, pois terminou em último lugar empatado com a canção da Finlândia "Kun kello käy" , tendo recebido apenas 1 ponto fornecido pelo júri italiano.
No ano seguinte, os Países Baixos seriam representados pela canção "De troubadour", interpretada por Lenny Kuhr que seria uma das quatro vencedoras.